# Drottningholmsmalmen

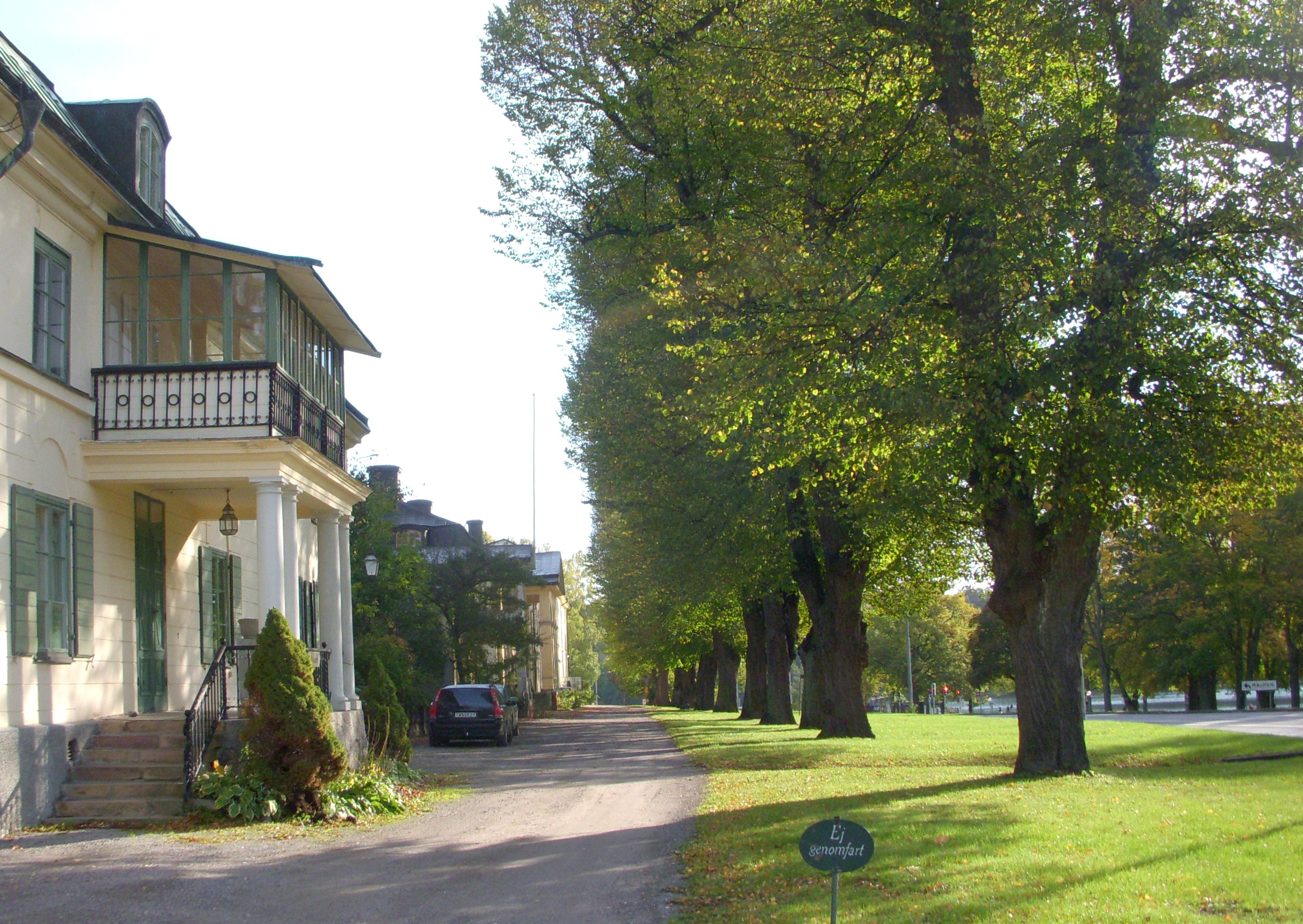
"Långa raden" på Drottningholmsmalmen vy mot öst, oktober 2011.

Drottningholmsmalmen, eller bara Malmen, är ett område på Lovön i Ekerö kommun, nära Drottningholms slott. I söder avgränsas Malmen från slottsparken genom Ekerövägen och i norr och öster gränsar den till Mälaren.
Området planerades av Gustav III som ett industri- och hantverkssamhälle, och kungen lät rita en stadsplan för området med rätlinjiga kvarter. Planerna fullföljdes dock aldrig. Området ger idag intryck av ett spontant framvuxet område, med en för svenska mått unik koncentration av bostadshus från 1700- och 1800-talen. Ända in på 1900-talet fanns på Drottningholmsmalmen caféer, lanthandel, skola och restauranger. 

## Historik

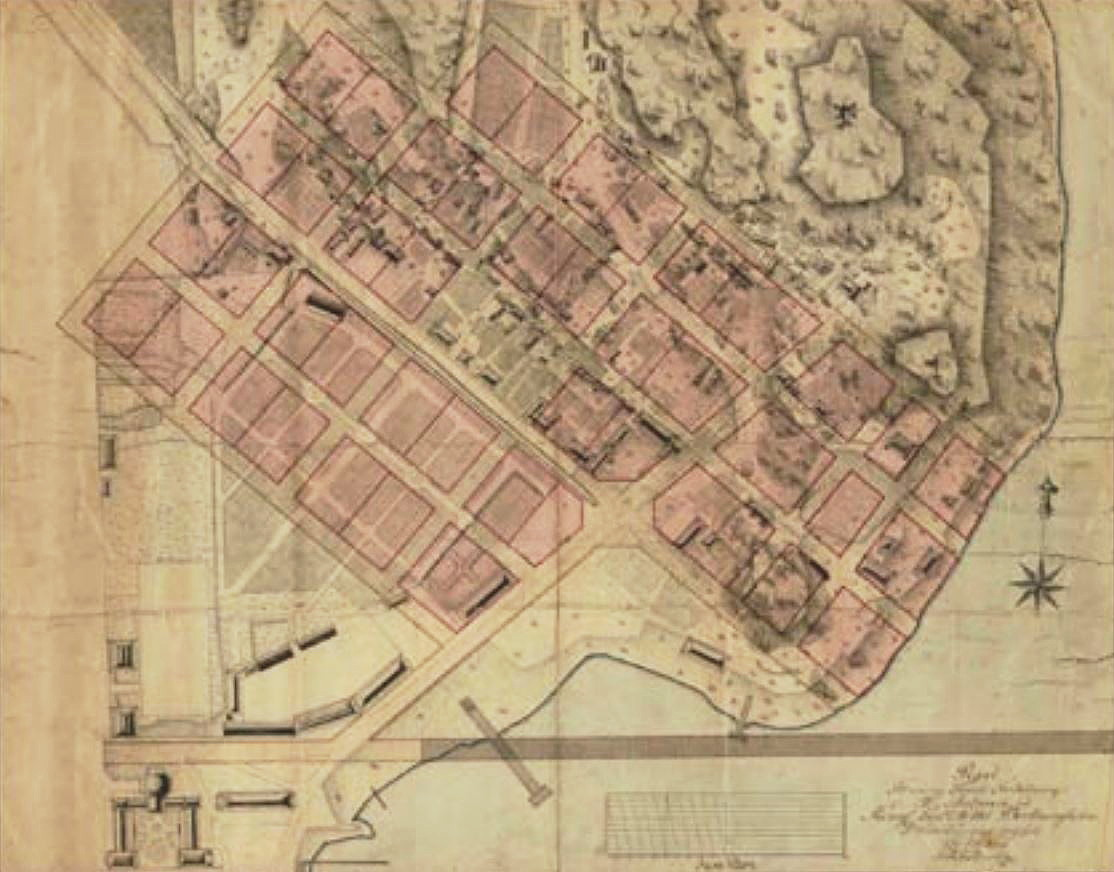
Förslag till stadsplan från 1783.

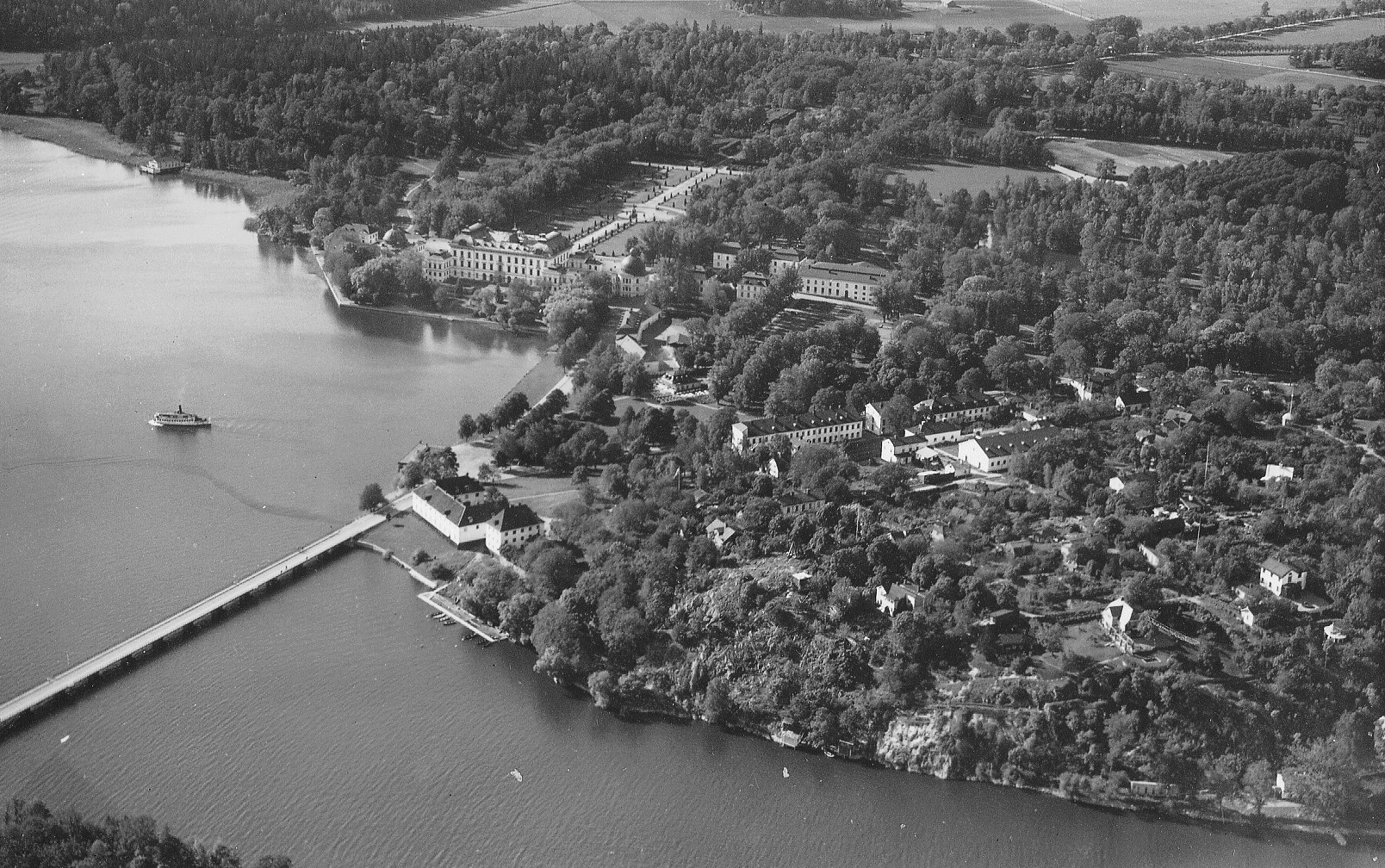
Flygfotografi över Drottningholms slott och Drottningholmsmalmen, 1936.

År 1782 fick området stadsprivilegier av Gustav III, som ville uppmuntra näringsidkare att etablera sig på platsen. I samband med att Drottningholmsmalmen fick stadsrättigheter upprättades år 1783 en stadsplan av rutnätstyp som dock aldrig fullbordades. Enbart Långa raden och Dragonvägen i ost-västriktning samt Malmbacken och Kvarnbacken i nord-sydriktning följer idag rutnätsmönstret.
Det var Gustav III som lät uppföra Långa raden, bland annat för slottets administration, värdshus samt andra byggnader eftersom det var nödvändigt att där bereda plats för övernattning för slottets gäster och deras uppvaktning. Långa raden med Kavaljershuset, Apotekshuset, Kanslihuset och Inspektorsbostaden tillhör fortfarande slottet/staten och är statliga byggnadsminnen. Långa radens sista hus i väster är Minerva som uppfördes 1795 för parkettmästaren S. Molin.
Huvuddelen av byggnaderna är uppförda före 1850 och är präglade av en enkel 1700-hundratalsarkitektur med brutet tak, knuttimrade och panelade väggar. En skola (Lilla skolan) uppfördes omkring 1800, vid samma tid tillkom en fattigstuga och fastigheterna Berghem och Carlottenberg. Vid Loviselund, på Malmens norra del, uppfördes ett gästgiveri 1692, den timrade byggnaden är bevarad och är idag en flygel till Loviselund. I slutet av 1800-talet tillkom ytterligare några bostadshus i en rikt utsmyckad träarkitektur, så kallade lövsågerier. Nedanför Stenvärdshuset fanns ett färjeläge till Kärsön. 
Ursprungligen existerade endast två vägar; Kvarnbacken som ledde upp till väderkvarnen och vägen till färjestället vid Loviselund med trafik till och från Tyska botten på Brommalandet. Vägen heter idag Gustaf III:s väg. Dessutom finns idag Dragonvägen som går parallellt med Långa raden och längs stranden i öster samt Malmbacken som går parallellt med och öster om Kvarnbacken.
Efter andra världskriget uppfördes ett tiotal moderna villafastigheter i området som bröt den enhetliga miljön. Ledande arkitekter som Peter Celsing (två hus), Ralph Erskine, Nils Tesch och Bengt Lindroos uppförde bostäder. De tre förstnämnda bosatte sig också i egenritade hus på området. Sune Malmquist skapade 1961 "Villa Lyckan" (Gustav III:s väg 37) och stod 1988 för en om- och tillbyggnad av en byggnad på Stora Klemmingsberg (Kvarnbacken 27).

Drottningholmsmalmen med vidstående byggnadsförteckning, upprättat 1815 av Anton Ulrik Berndes.

## Byggnader i urval
Ordnade i alfabetisk ordning
| Bild | Namn                | Adress                         | Beskrivning | Koordinater                                             |
| ---- | ------------------- | ------------------------------ | --- | ------------------------------------------------------- |
|      | Villa Albion        | Gustav III:s väg 41            | Enplansvilla (före detta Villa Collins) uppförd 1956 i lättbetongblock efter ritningar av arkitekterna Bengt Lindroos och Hans Borgström. Byggnaden är ett atriumhus med vit fasad med gröna plåtdetaljer, mot baksidan öppnar sig atriet genom stora glaspartier. | 59°19′37.67″N 17°53′11.8″Ö / 59.3271306°N 17.886611°Ö   |
|      | Apotekshuset        | Långa raden 4                  | Byggnaden härrör från 1790-talet och innehöll förutom apotek även läkarmottagning och bostäder för apotekaren, läkare och barnmorska. Omkring 1880 nyinreddes apotektsrummen och inredningen skänktes till Nordiska museet och finns idag delvis i Apoteket Kronan på Skansen. Byggnadsminne sedan 1935. | 59°19′28″N 17°53′17.9″Ö / 59.32444°N 17.888306°Ö        |
|      | Villa Axelsberg     | Klockbergastigen 1C            | En villa uppförd efter ritningar av arkitekt Nils Tesch för att användas som privatbostad på 1960-talet. Till skillnad från Erskines och Celsings hus är byggnaden uppförd som en pastisch av ett äldre hus. | 59°19′28.53″N 17°53′27.81″Ö / 59.3245917°N 17.8910583°Ö |
|      | Berghem             | Gustav III:s väg 10            | Herrgårdsliknade villa uppförd 1795–1801 i två plan plus vindsvåning på en tomt tillhörande hovkamrer Wettervik. Ett av områdets äldre hus. På tomten finns även ett sekundärt bostadshus med brutet och valmat tak samt ett lusthus. | 59°19′36.2″N 17°53′15.4″Ö / 59.326722°N 17.887611°Ö     |
|      | Dragonstallet       | Malmbacken / Gustav III:s väg  | Stallet uppfördes omkring 1816 för kungliga Livregementets dragoner och ombyggdes efter 1997 för att inrymma Museum de Vries. Dragonstallet ingår tillsammans med Drottningholms slott sedan 1991 i Unescos världsarv. Byggnaderna är lagskyddat byggnadsminne. | 59°19′30.31″N 17°53′19.04″Ö / 59.3250861°N 17.8886222°Ö |
|      | Villa Erskine       | Kvarnbacken / Gustav III:s väg | Villa och kontorsbyggnader uppförda 1962–1963 för arkitekt Ralph Erskine efter egna ritningar och som sin egen bostad och arkitektkontor. Byggnaderna består av vitmålad lättbetong, med svarta plåttak. De tre småskaliga husen – kontor, bostad och garage - grupperar sig kring en atriumliknade gård, byggnadsminne sedan 2006. | 59°19′30.34″N 17°53′24.22″Ö / 59.3250944°N 17.8900611°Ö |
|      | Villa Friis         | Gustav III:s väg 1             | Villan är uppkallad efter sin byggherre Eva Friis som anlitade arkitekt Peter Celsing att rita en byggnad som ekonomisk rymdes inom statliga egnahemslån. Villa Friis stod färdig 1955. | 59°19′29.49″N 17°53′23.25″Ö / 59.3248583°N 17.8897917°Ö |
|      | Gula knuten         | Dragonvägen 7                  | Gula knuten är ett trähus på 1½ våningar med brutet tak och fasader klädda av lockpanel. Huset uppfördes under sent 1700-tal och var år 1815 vedfogden Holmströms boställe. Idag privatbostad. Intill ligger Lilla skolan | 59°19′28.2″N 17°53′22.9″Ö / 59.324500°N 17.889694°Ö     |
|      | Hertigarnas stall   | Dragonvägen 1                  | Uppförd mellan 1780 och 1789 troligen efter ritningar av Carl Fredrik Adelcrantz och i samband med att den nya väg- och broförbindelsen mellan Drottningholm och Stockholm som togs i bruk 1787, byggnadsminne sedan 1986. Stallbyggnaden förvärvades 1985 av Ekerö kommun och inreddes som pensionärsbostäder. | 59°19′25.94″N 17°53′30.67″Ö / 59.3238722°N 17.8918528°Ö |
|      | Inspektorsbostaden  | Långa raden 6                  | Den lilla träbyggnaden uppfördes troligen mellan 1785 och 1787 som bostad för slottsträdgårdsmästaren, därefter bodde slottsbyggmästaren och sedan materialbokhållaren här. Den senare gav upphov till namnet Inspektorsbostaden. År 1817 upprättades ett förslag om påbyggnad av huset med en våning, ritad av arkitekt Gustaf af Sillén. Huset är en korsvirkesbyggnad på gråstensgrund. Fasaden är putsad och avfärgad i gult. Byggnadsminne sedan 1935. | 59°19′28.8″N 17°53′13.8″Ö / 59.324667°N 17.887167°Ö     |
|      | Kanslihuset         | Långa raden 5                  | Huset uppfördes år 1787 som en putsad tegelbyggnad för den nytillträdde landshövdingen och hans tjänstemän för det då nyinrättade Drottningholm och Svartsjö slotts län. I bottenvåningen låg kontorsrum och den stora kanslisalen, i övervåningen fanns bostadsrum. Byggnadsminne sedan 1935. | 59°19′28.5″N 17°53′15.8″Ö / 59.324583°N 17.887722°Ö     |
|      | Kavaljershuset      | Långa raden 3                  | Representativ stenhus i början av Långa raden där den östra delen är från tidigt 1700-tal eller äldre. En tillbyggnad mot väst ägde rum omkring 1815 och längan fick då ett enhetligt utseende i klassicistisk stil. Här bodde kungliga hovets kavaljerer. | 59°19′27.6″N 17°53′20.3″Ö / 59.324333°N 17.888972°Ö     |
|      | Villa Klockberga    | Klockbergastigen 3             | Äldre villa ombyggd efter ritningar av arkitekt Peter Celsing 1966–1969 för att användas som privatbostad för sig själv och sin familj. Byggnaden var ett äldre trähus som kläddes med svart plåt och räknas som den första postmoderna byggnaden i Sverige. Strax intill står Drottningholms slotts klockstapel som gav villan och Klockbergastigen sina namn.                                                                                             | 59°19′29.73″N 17°53′28.79″Ö / 59.3249250°N 17.8913306°Ö |
|      | Lilla skolan        | Kvarnbacken 5                  | Byggnaden är troligen uppförd kring sekelskiftet 1800 och betecknas 1815 som snickare Wallentins boställe. På änkedrottningen Desiderias initiativ inrättades byggnaden 1846 till småskola. Den är numera privat åretruntbostad. Byggnadsminne sedan 1983. | 59°19′28″N 17°53′21.5″Ö / 59.32444°N 17.889306°Ö        |
|      | Loviselund          | Gustaf III:s väg 49            | Loviselund är en av de tre stora strandfastigheterna som upptar den plana stranddelen av norra Drottningholmsmalmen. Tomterna som går ända fram mot sundet mellan Kärsön och Lovön var platsen för det gamla färjeläget som, innan Drottningholmsbron kom till, förband Lovön med Brommalandet. | 59°19′40.4″N 17°53′11″Ö / 59.327889°N 17.88639°Ö        |
|      | Minerva             | Långa raden 7 / Dragonvägen 17 | Minerva ligger som sista byggnad på Långa raden och tillkom för snickaren S. Molin, verksam som parkettmästare vid Drottningholms slott. Kvarteret består av en huvudbyggnad mot Långa raden uppförd 1795 efter ritningar av Louis Jean Desprez. Huvudbyggnaden är ett långsträckt, herrgårdsliknande stenhus i 2½ våningar under ett brutet och valmat koppartak med en pelarburen altan över huvudentrén.                                                 | 59°19′29.9″N 17°53′11.3″Ö / 59.324972°N 17.886472°Ö     |
|      | Pagebyggnaden       | Eriksbergsvägen 4              | Huset som härrör från 1700-talet hör till malmens äldsta bostadsbebyggelse och är byggnadsminne sedan 1935. Pagebyggnaden är en panelad och faluröd målad 1½-våningsbyggnad med brutet sadeltak. Huset är tjänstebostad för slottets personal. Här var Daniel Westling folkbokförd den 1 juli 2008 då han fick hyra en lägenhet i huset. Till byggnaden hör en jordkällare och ett uthus.                                                                   | 59°19′33.7″N 17°53′4.5″Ö / 59.326028°N 17.884583°Ö      |
|      | Stenvärdshuset      | Dragonvägen 2                  | Stenvärdshuset uppfördes på 1700-talets mitt och räknas till en av Drottningholmsmalmens äldsta bevarade byggnader. Källarvåningen kan härröra från 1500-talet och drottningen Katarina Jagellonicas tid. I byggnaden antas jesuiterna haft sitt kollegium. Huset har av kommunen bedömts som ”särskild värdefullt” och är ett sedan 1935 ett lagskyddat byggnadsminne. Intill Stenvärdshuset stod Trävärdshuset som brann ner 1912.                        | 59°19′27.3″N 17°53′30.6″Ö / 59.324250°N 17.891833°Ö     |
|      | Stora Klemmingsberg | Kvarnbacken 27                 | Stora Klemmingsberg uppfördes före 1815 för bleckslagaren Klemming strax väster om Drottningholmsmalmens väderkvarn. Klemmingsbergs norra flygel byggdes 1988 om och till efter ritningar av arkitekt Sune Malmquist som åstadkom en blandning av gammalt och nytt. | 59°19′35.2″N 17°53′25.2″Ö / 59.326444°N 17.890333°Ö     |
|      | Svanteberg          | Dragonvägen 22                 | Svanteberg anlades på 1700-talets slut för läkaren Sven Anders Hedin. Han var Gustav III:s livmedikus och fick av kungen denna tomt att låta uppföra sitt boställe där. Huvudbyggnaden med sina båda flyglar är av kommunen grönmarkerade vilket betyder att de är särskilt värdefulla ur historisk, kulturhistorisk, miljömässig eller konstnärlig synpunkt.                                                                                               | 59°19′31.6″N 17°53′10″Ö / 59.325444°N 17.88611°Ö        |